# Пауль Якобс
Пауль Якобс (нім. Paul Jacobs; 23 березня 1915, Любек — 25 травня 1980) — німецький офіцер-підводник, оберлейтенант-цур-зее крігсмаріне.

## Біографія
1 січня 1934 року вступив на флот. З 7 червня 1941 по березень 1943 року — старший штурман і 3-й вахтовий офіцер на підводному човні U-332. З 29 березня по 4 вересня 1943 року пройшов курс офіцера-підводника. З 5 вересня 1943 року — вахтовий офіцер на U-738. 1-15 жовтня пройшов курс позиціонування (радіовимірювання), з 16 жовтня по 1 грудня — курс командира човна. З 13 грудня 1943 по 3 травня 1945 року — командир U-560. В травні був взятий в полон британськими військами.

## Звання
- Рекрут (1 січня 1934)
- Оберматрос (1 січня 1936)
- Боцмансмат (1 жовтня 1937)
- Оберштурман (1 січня 1941)
- Лейтенант-цур-зее (1 липня 1943)
- Оберлейтенант-цур-зее (1 липня 1944)

## Нагороди
- Медаль «За вислугу років у Вермахті» 4-го класу (4 роки)
- Нагрудний знак підводника (14 квітня 1942)
- Залізний хрест
  - 2-го класу (14 квітня 1942)
  - 1-го класу (квітень 1943)